# Persone di cognome Smith/Giocatori di football americano
| Questa pagina contiene informazioni ricavate automaticamente dalle voci biografiche con l'ausilio del template Bio e di un bot. L'aggiornamento è periodico e automatico e ricostruisce completamente la pagina. Se manca una persona in questa lista, sei pregato di non aggiungerla, ma accertati piuttosto che la sua voce biografica contenga il template Bio e che i dati anagrafici siano correttamente compilati. Se il template Bio manca, inseriscilo tu stesso o, in alternativa, metti l'avviso {{tmp\|Bio}} che ne segnala la mancanza. Se i dati riportati sono sbagliati, correggi direttamente la voce biografica; le modifiche saranno visibili in questa lista entro pochi giorni. Per chiarimenti vedi il progetto antroponimi. La lista contiene solo le 90 persone che sono citate nell'enciclopedia e per le quali è stato implementato correttamente il template Bio. Pagina aggiornata al 23 lug 2025. |

Questa è una lista di persone presenti nell'enciclopedia che hanno il cognome Smith e sono giocatori di football americano.

## A(8)
- Ainias Smith, giocatore di football americano statunitense (Missouri City, n. 2001)
- Aldon Smith, giocatore di football americano statunitense (Greenwood, n. 1989)
- Alex Smith, ex giocatore di football americano statunitense (Seattle, n. 1984)
- Anthony Smith, ex giocatore di football americano statunitense (Elizabeth City, n. 1967)
- Antone Smith, giocatore di football americano statunitense (Pahokee, n. 1985)
- Antonio Smith, giocatore di football americano statunitense (Oklahoma City, n. 1981)
- Antowain Smith, ex giocatore di football americano statunitense (Millbrook, n. 1975)
- Arian Smith, giocatore di football americano statunitense (Bradley, n. 2001)

## B(7)
- Ben Smith, ex giocatore di football americano statunitense (Warner Robins, n. 1967)
- Billy Ray Smith, giocatore di football americano statunitense (n. 1935 - † 2001)
- Billy Ray Smith, ex giocatore di football americano statunitense (Fayetteville, n. 1961)
- Braden Smith, giocatore di football americano statunitense (Olathe, n. 1996)
- Brandon Smith, giocatore di football americano statunitense (Contea di Henrico, n. 2001)
- Bruce Smith, ex giocatore di football americano statunitense (Norfolk, n. 1963)
- Bruce Smith, giocatore di football americano statunitense (Faribault, n. 1920 - † 1967)

## C(5)
- Cameron Smith, giocatore di football americano statunitense (Roseville, n. 1997)
- Cam Smith, giocatore di football americano statunitense (Blythewood, n. 2000)
- Chris Smith, giocatore di football americano statunitense (Salisbury, n. 1992 - † 2023)
- Cody Smith, giocatore di football americano statunitense (San Diego, n. 1986)
- Corey Smith, giocatore di football americano statunitense (Richmond, n. 1979 - Clearwater, † 2009)

## D(11)
- D'Ante Smith, giocatore di football americano statunitense (Augusta, n. 1998)
- D'Anthony Smith, giocatore di football americano statunitense (Berlino Ovest, n. 1988)
- D'Joun Smith, giocatore di football americano statunitense (Miami, n. 1992)
- Daniel Smith, giocatore di football americano statunitense (Leesburg, n. 1998)
- D.J. Smith, giocatore di football americano statunitense (Charlotte, n. 1989)
- Derron Smith, ex giocatore di football americano statunitense (Banning, n. 1992)
- Devin Smith, giocatore di football americano statunitense (Massillon, n. 1992)
- Devon Smith, giocatore di football americano statunitense (Wethersfield)
- Don Smith, ex giocatore di football americano statunitense (Oakland, n. 1957)
- Donovan Smith, giocatore di football americano statunitense (Hempstead, n. 1993)
- Dwight Smith, ex giocatore di football americano statunitense (Detroit, n. 1978)

## E(2)
- Alex Smith, ex giocatore di football americano statunitense (Denver, n. 1982)
- Elerson Smith, ex giocatore di football americano statunitense (Minneapolis, n. 1998)

## H(1)
- Harrison Smith, giocatore di football americano statunitense (Knoxville, n. 1989)

## I(1)
- Irv Smith, ex giocatore di football americano statunitense (Trenton, n. 1971)

## J(10)
- Jackie Smith, ex giocatore di football americano statunitense (Columbia, n. 1940)
- Jimmy Smith, ex giocatore di football americano statunitense (Fontana, n. 1988)
- Torrey Smith, giocatore di football americano statunitense (Colonial Beach, n. 1989)
- Jason Smith, ex giocatore di football americano statunitense (Dallas, n. 1986)
- Javarian Smith, giocatore di football americano statunitense (Pontiac)
- Jaylin Smith, giocatore di football americano statunitense (Palmdale, n. 2003)
- Jaylon Smith, giocatore di football americano statunitense (Fort Wayne, n. 1995)
- Jonnu Smith, giocatore di football americano statunitense (Filadelfia, n. 1995)
- Lee Smith, ex giocatore di football americano statunitense (Powell, n. 1987)
- Justin Smith, ex giocatore di football americano statunitense (Jefferson City, n. 1979)

## K(4)
- Akili Smith, ex giocatore di football americano statunitense (San Diego, n. 1975)
- Kaden Smith, giocatore di football americano statunitense (Atlanta, n. 1997)
- Kevin Smith, ex giocatore di football americano statunitense (Orange, n. 1970)
- Kevin Smith, ex giocatore di football americano statunitense (Compton, n. 1991)

## L(4)
- Lamar Smith, ex giocatore di football americano statunitense (Fort Wayne, n. 1970)
- Lecitus Smith, giocatore di football americano statunitense (Fitzgerald, n. 1998)
- Leonard Smith, ex giocatore di football americano statunitense (New Orleans, n. 1960)
- Lovie Smith, ex giocatore di football americano e allenatore di football americano statunitense (Gladewater, n. 1958)

## M(5)
- Maason Smith, giocatore di football americano statunitense (Houma, n. 2002)
- Malcolm Smith, ex giocatore di football americano statunitense (Northridge, n. 1989)
- Marcus Smith, giocatore di football americano statunitense (Columbus, n. 1992)
- Mazi Smith, giocatore di football americano statunitense (Grand Rapids, n. 2001)
- Michael Smith, giocatore di football americano statunitense (Tucson, n. 1988)

## N(2)
- Neil Smith, ex giocatore di football americano statunitense (New Orleans, n. 1966)
- Nolan Smith, giocatore di football americano statunitense (Savannah, n. 2001)

## P(1)
- Preston Smith, giocatore di football americano statunitense (n. 1992)

## Q(1)
- Quanterus Smith, ex giocatore di football americano statunitense (Decatur, n. 1989)

## R(7)
- Reggie Smith, giocatore di football americano statunitense (Edmond, n. 1986)
- Robert Smith, ex giocatore di football americano statunitense (Euclid, n. 1972)
- Rod Smith, ex giocatore di football americano statunitense (Texarkana, n. 1970)
- Rodney Smith, giocatore di football americano statunitense (Miami, n. 1990)
- Roquan Smith, giocatore di football americano statunitense (Montezuma, n. 1997)
- Ryan Smith, giocatore di football americano statunitense (Augusta, n. 1993)
- Ryan Smith, ex giocatore di football americano e ex rugbista a 15 statunitense (River Forest, n. 1996)

## S(4)
- Sammie Smith, ex giocatore di football americano statunitense (Orlando, n. 1967)
- Sherman Smith, ex giocatore di football americano e allenatore di football americano statunitense (Youngstown, n. 1954)
- Shi Smith, giocatore di football americano statunitense (Union, n. 1998)
- Steve Smith, ex giocatore di football americano statunitense (Compton, n. 1979)

## T(13)
- Telvin Smith, giocatore di football americano statunitense (Valdosta, n. 1991)
- Terell Smith, giocatore di football americano samoano americano (Snellville, n. 1999)
- Thomas Smith, ex giocatore di football americano statunitense (Gatesville, n. 1970)
- Timmy Smith, ex giocatore di football americano statunitense (Hobbs, n. 1964)
- Tony Smith, ex giocatore di football americano statunitense (Chicago, n. 1970)
- Tre'Quan Smith, giocatore di football americano statunitense (Delray Beach, n. 1996)
- Tremon Smith, giocatore di football americano statunitense (Anniston, n. 1996)
- Troy Smith, giocatore di football americano statunitense (Columbus, n. 1984)
- Tye Smith, giocatore di football americano statunitense (Raleigh, n. 1993)
- Tykee Smith, giocatore di football americano statunitense (Filadelfia, n. 2001)
- Tyler Smith, giocatore di football americano statunitense (Fort Worth, n. 2001)
- Tyreke Smith, giocatore di football americano statunitense (Cleveland, n. 2000)
- Tyron Smith, ex giocatore di football americano statunitense (Los Angeles, n. 1990)

## W(3)
- Wade Smith, giocatore di football americano statunitense (Dallas, n. 1981)
- Willie Smith, giocatore di football americano statunitense (Smithfield, n. 1986)
- Wyatt Smith, giocatore di football americano statunitense (McMinnville)

## Z(1)
- Za'Darius Smith, giocatore di football americano statunitense (Montgomery, n. 1992)